# ENO2
Гамма-енолаза (2-фосфо-D-глицерат гидролаза, энолаза 2, нейроспецифическая енолаза, NSE, НСЕ)
Альтернативные названия:
- Гамма-энолаза (Gamma-enolase)
- 2-фосфо-D-глицерат гидролаза (2-phospho-D-glycerate hydro-lyase)
- Энолаза 2 (enolase 2)
- фосфопируват-гидратаза

Короткое название: НСЕ (NSE)

## Структура и биохимические свойства
Гамма-енолаза — это димерный белок, состоящий из 433 аминокислотных остатков и имеющий две изоформы γγ и αγ, также гамма-энолаза названа нейроспецифической.
Молекулярная масса субъединиц 39 кДа, полная форма весит около 78 кДа в зависимости от субъединичного состава.
Локализована в нейронах, клетках нейроэндокринного происхождения (хромаффинных клетках мозгового вещества, парафолликулярных клетках щитовидной железы и других). Уровень НСЕ повышается при заболеваниях нервной системы, сопровождающихся достаточно быстрым разрушением нейронов, поэтому используется в диагностике и оценке прогноза восстановления при поражениях нервной системы различного генеза (травматического, ишемического). γγ-изоформа встречается преемущественно в зрелых нейронах и используется в качестве маркера нейронального созревания и дифференциации в то время, как αγ-изоформа больше расположена в клетках не нейронального происхождения.
Каталитическая активность энолазы требует натурального кофактора Mg²+  Два типа сайтов связывания с металлом способствует катализу. Сайт I называют «конформационным», так он вызывает конформационные изменения и обеспечивает связывание с субстратом или аналогами субстрата. Со II сайтом «каталитическим» связывается двухвалентный иона металла и обеспечивает каталитическую реакцию.
NSE человека является одним из основных белков головного мозга, который составляет от 0,4 % до 2,2 % от общего объема растворимого белка в нем в зависимости от региона. В некоторых регионах NSE составляет 3-4 % от общего растворимого белка, что привело к общему использованию NSE в качестве клинического маркера нейрональных и нейроэндокринных клеток.

## Функция гамма-энолазы в повышенном гликолизе при раке
Общеизвестно, что гликолиз резко усиливается в опухолевых клетках и является отличительным признаком прогрессирования рака. В опухолях отсутствие циркуляции питательных веществ и кислорода приводит к преобладанию анаэробного гликолиза над митохондриальным окислительным фосфорилированием. Этот метаболический переключатель также называют эффектом Варбурга, который позволяет опухолевым клеткам получать энергию в независимости от наличия кислорода.
Злокачественная трансформация астроцитарных, грудных, урогенитальных клеток приводит к повышению уровня гамма-энолазы, что является их способом адаптации к повышению метаболических потребностей.
Также уровень гамма-энолазы увеличивается при стрессовых ситуациях, это показано на глиобластомных клетках, подвергавшихся гипоксии и сывороточному голоданию. Гликолитическая функция гамма-энолазы и ее влияние на стимулирование роста опухолевых клеток представляет собой перспективную мишень для терапии рака.

## Роль гамма-энолазы в миграции опухолевых клеток
Важным условием миграции клеток является динамическое ремоделирование актина цитоскелета. Перепланировка стимулируется несколькими молекулами, которые ссылают миграционный сигнал на актин и позитивно регулируют инвазивные и метастатические раковые клетки. Гамма-энолаза путем взаимодействия с актиновыми филаментами и регулировании функции RhoA-киназы участвует в миграции опухолевых клеток.